# Körterozsda

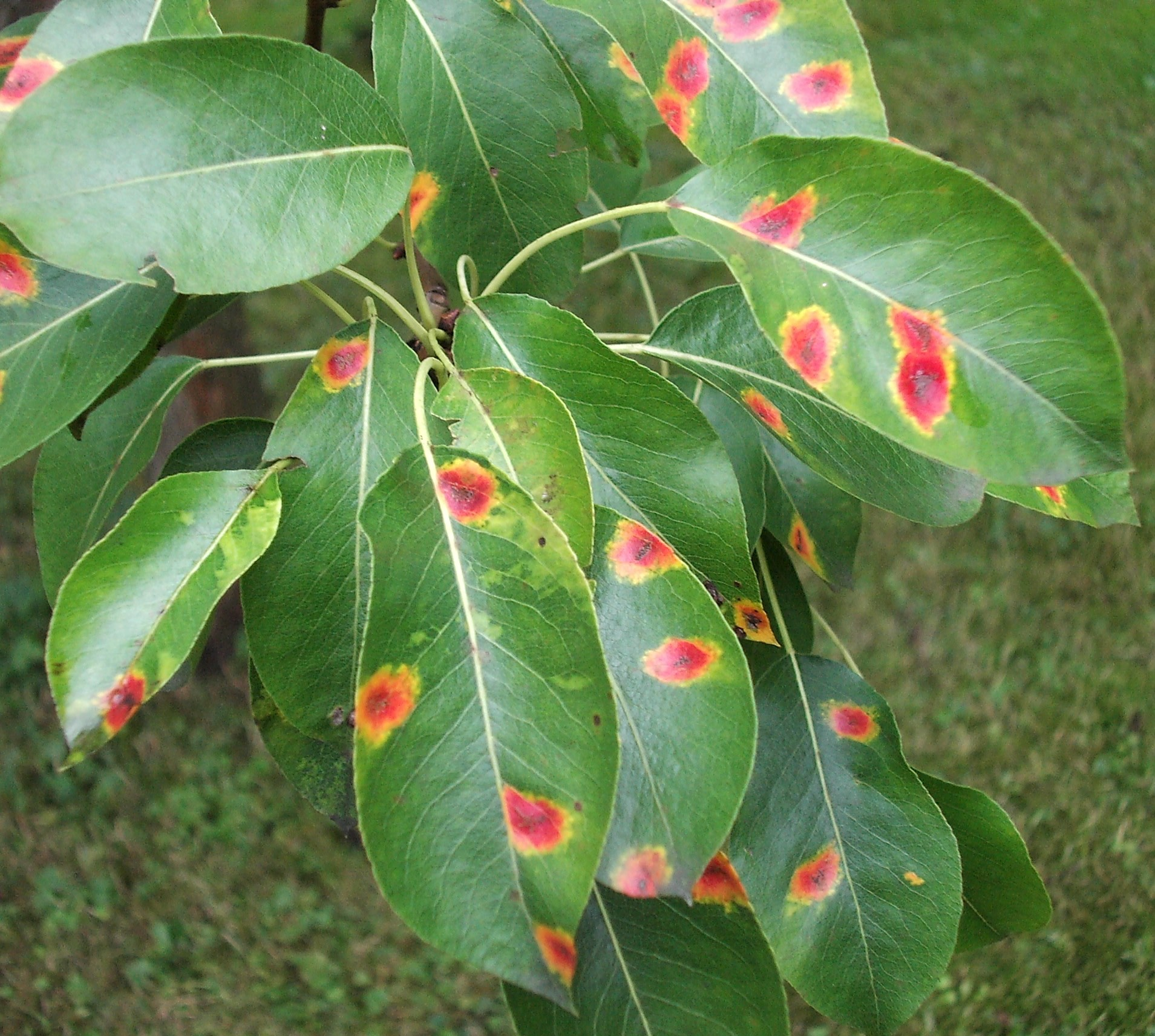
Körterozsda

A körterozsda gombás megbetegedés; narancssárga, vörös foltok jelennek meg a körtefa levelén. A levél fonákján púpszerű spóratartók láthatók. A gomba kifejlődéséhez a körtén kívül még a borókanövényre is szüksége van.

## Tünetek
A körtefákon, elsősorban annak levéllemezén, de néha a levélnyélen vagy a hajtáson is kifejlődhetnek tünetek. A leveleken kezdetben 4-5 mm-es, sárga, ovális alakú foltok jelennek meg. Ezek fokozatosan nagyobbodnak, a sárga foltok megvastagodnak, rajtuk izzadmány cseppek képződnek, és a levél színén kialakulnak az apró, sötétbarna, feketés képletek(spergmogóniumok), amelyek kissé kiemelkedő pontok formájában észlelhetők. Ennek a tünetsornak a kialakulása 1-2 hónapig is eltart. A foltok sárga színe narancsvörösre változik, később megbarnul, és a foltok fonáki oldalán kiemelkedő, vékony, sajátságos alakú gombaképletek fejlődnek: a gomba ecidiumai. Az ecidiumok a levélnyél és hajtások megvastagodását idézik elő.
A borókákat a kiszóródó ecidiospórák fertőzik meg. A hajtások megvastagodását és azokon kifejlődő sárgás, narancsvörös színű néhány milliméter nagyságú, lágy, kiemelkedő, úgynevezett teleutocsapok kialakulását figyelhetjük meg. A fertőzött vesszők évről évre vastagodnak, ezen a helyen a kéreg felrepedezik, és a többéves fertőzött vessző elhal.

## Kórokozó
A körterozsda kórokozója a Gymnosporangium sabinae nevű gomba, amely két gazdanövényt igényel spóráinak kifejlődéséhez: a köztes gazdája a körte (Pyrus communis), a főgazdái pedig a borókafajok (Juniperus sp.).

## Telelés, fertőzés
A gomba gazdaváltó fajta. A rozsdagomba a borókák fertőzött, orsószerűen megvastagodott vesszőiben micéliummal telel át. Tavasszal, áprilisban fejlődnek ki a sárga színű teleutocsapok, teleutospórák, azokon pedig a bazídiumok. A bazidiospórák légmozgással jutnak a körtefa levelére, megfertőzik azt, majd hamarosan megjelennek a sárga foltok, azokban pedig a tavaszi spermogóniumok. A gomba kifejlődése két különböző növényhez kötött, a fertőzés feltétele a két növény közelsége is: az irodalom szerint 100 méteres távolságból a gombaspórák elérik a fogékony gazdanövényeket, és képesek megfertőzni azokat.

## Megelőzés
Saját kertünkbe csak olyan boróka fajt illetve fajtát telepítsünk, amelyik nem fogékony a körterozsdára ('Clapps', 'Trévoux', 'Condo', 'Bunte Juli'). 
Ha olyan körtefákon jelent meg a betegség, amelyeken korábban nem észleltük, és a szomszédoknál borókákat ültettek, érdemes megtudni a boróka faj, fajta nevét, és a borókákon áprilisban sűrűn ellenőrizni a teleutocsapok megjelenését. A fertőzött ágakat le kell metszeni, eltávolítani, megsemmisíteni.

## Kémiai védelem
A körtefák levelein már májusban megjelenhetnek az első tünetek, tehát a bazidióspórák fertőzése április második felében, a körtefa leveleinek kialakulását követően megtörténhet. Ehhez különösen kedvező a tartósan esős időjárás. A kémiai védekezést május végéig kell folytatni. A körte ventúriás varasodása ellen ható fungicidek közül a következők hatnak a körterozsda ellen is:
- Kontakt szerek: klórtalonil (Bravo, Mycoguard), mankoceb (Dithane, Penncozeb, Vondozeb stb), propineb (Antracol).
- Felszívódó szerek: difenokonazol (Score), krezoximmetil (Discus), tebukonazol (Folicur Solo).
- Természetes szerek: mezei zsurló főzet